# Morum exquisitum
Morum exquisitum is een slakkensoort uit de familie van de Harpidae. De wetenschappelijke naam van de soort is voor het eerst geldig gepubliceerd in 1848 door A. Adams & Reeve.